# Municipio de Mississippi (Misuri)
El municipio de Mississippi (en inglés: Mississippi Township) es un municipio ubicado en el condado de Mississippi en el estado estadounidense de Misuri. En el año 2010 tenía una población de 41 habitantes y una densidad poblacional de 0,3 personas por km².

## Geografía
El municipio de Mississippi se encuentra ubicado en las coordenadas 36°49′21″N 89°12′23″O / 36.82250, -89.20639. Según la Oficina del Censo de los Estados Unidos, el municipio tiene una superficie total de 136.8 km², de la cual 131,28 km² corresponden a tierra firme y (4,04 %) 5,53 km² es agua.

## Demografía
Según el censo de 2010, había 41 personas residiendo en el municipio de Mississippi. La densidad de población era de 0,3 hab./km². De los 41 habitantes, el municipio de Mississippi estaba compuesto por el 95,12 % blancos, el 4,88 % eran afroamericanos. Del total de la población el 0 % eran hispanos o latinos de cualquier raza.